# Puchar Polski w piłce siatkowej mężczyzn (1971/1972)
Puchar Polski w piłce siatkowej mężczyzn 1971/1972 (Puchar Polski o "Puchar Sportowca") – 16. sezon rozgrywek o siatkarski Puchar Polski, rozgrywany od 1932 roku.

## Klasyfikacja końcowa
| Miejsce | Drużyna              |
| ------- | -------------------- |
| 1.      | AZS Olsztyn          |
| 2.      | Płomień Milowice     |
| 3.      | Beskid Andrychów     |
| 4.      | Jedność Michałkowice |
| 5.      | Hutnik Kraków        |
| 6.      | Chełmiec Wałbrzych   |